# Shogun Mag
Pour les articles homonymes, voir Shogun (homonymie).
Shogun Mag était un magazine de prépublication de bandes dessinées d'inspiration manga dont les auteurs sont d'origines diverses : européens, américains et japonais. Le magazine édité par Les Humanoïdes Associés se revendique comme un magazine de Mondomanga de par cette diversité.
Le premier numéro, daté d'octobre 2006, est sorti le 29 septembre 2006. Ce mensuel en noir et blanc comportait 308 pages (340 pages à partir du no 4 - Janvier 2007). Le magazine s'arrête au no 7 pour renaître sous trois magazines Shogun Shōnen, Shogun Seinen et Shogun Life (Shōjo/Josei). Ces magazines plus compacts possédaient un format plus petit. Ils étaient vendus au prix de 3,90 euros pour 240 pages (272 pages pour les premiers numéros).
Aux mois de juillet/août 2007, 2 numéros du Mag shōnen ont été édités (no 8 et no 9), le premier numéro du Mag seinen (no 1). L'unique numéro de Shogun Life fut publié en septembre 2007. Les magazines seront arrêtés quelques mois plus tard, en février 2008 avec le numéro 10 de Shogun Shōnen et le numéro 4 de Shogun Seinen.
Un an plus tard, la publication reprend en lecture en ligne sur le site Global-manga (replacant Shoguncity, le portail de la marque) avec six numéros avant l'abandon du site internet Global-manga qui laisse place au site principal des Humanoïdes associés. 
Parmi les séries prépubliées, la plupart sont abandonnées et très peu furent publiées.

## Série publiées

### Magazine Shōnen
- Mind de Dave-X, Acid-B et Shupak,
- Holy wars de Shaos et Irons.D,
- Love I.N.C. de Kalon et Karos,
- Quantic Soul de LordShion et Shupak,
- Lost Scion de Guerrero et Gonzalez,
- B.B. Project de Kaze et Shonen,
- Pen dragon de Mika
- Kenro de Voui, Irons.D et Zerriouh,
- Hand 7 de Célimon et Carreres,
- All In de Diaz - Irons.d, N'Dish
- Vairocana de Moa810 (cette série japonaise est publiée dans le sens original de lecture).
- Shin de Lylian et Uéza.

### Magazine Seinen
- ALTER de Michaël Nau, Esteban Mathieu, Irons.D et Orellana,
- Anarky de Pazo, Hobé et Karos,
- Lolita HR de Rieu et Rodriguez,
- Sanctuaire Reminded de Betbeder et Crosa, d'après « Sanctuaire » de Bec et Dorison,
- Breath Effect de Asan,
- Lhoris des Dawhills de Lylian et Nori, Lylian, Dune,
- Tengu-Dô de Alex Nikolavitch et Andrea Rossetto,
- Underskin de Iovinelli et Dall'Oglio,
- L'Escouade des Ombres de Alex Nikolavitch et  Shong,
- Actors Studio de Camillo Collao, Julien Blondel et Luc Felix,
- Satori de Niko et Klem

### Magazine Shōjo/Josei
- Exécutrices Women de Nick Meylaender et David Boller (Studio Lime),
- Zeitnot de Ed Tourriol (Studio Makma) et Eckyo.
- Kairi de Diallo et Görrissen,
- Linked de Michaël Nau, Esteban Mathieu et Maria Llovet,
- E-dyle de  Kalon, Karos, N’Dish, Mathieu,
- Last Seduction du Studio Makma,
- Synop6, Shogun Script Studio - Skizocrilian Studio
- Pity, Marie Tho - M.Guibé
- Mod' "and" Life, Shinabi, N'Dish.